# Belgische Gouden Schoen 1990
De verkiezing van de Belgische Gouden Schoen 1990 werd op 9 januari 1991 gehouden. Franky Van der Elst won deze voetbalprijs voor de eerste keer. Het was de eerste keer dat het gala van de Gouden Schoen live op televisie kwam. De prijsuitreiking, die plaatsvond in het casino van Knokke, werd door BRTN uitgezonden op TV2 en gepresenteerd door Carl Huybrechts en Frank Raes. Van der Elst ontving de trofee uit handen van Roger Milla.

## De prijsuitreiking
Club Brugge had in 1988 de titel veroverd en beschikte met Marc Degryse over een toptalent. Toch verdwenen de prestaties van blauw-zwart eind jaren 80 in de schaduw van KV Mechelen, dat de Gouden Schoen drie jaar op rij had gedomineerd. Toen Club Brugge in 1990 opnieuw kampioen werd, was de kans bijzonder groot dat de voetbaltrofee opnieuw naar een speler van Club Brugge zou gaan. Franky Van der Elst was al jaren een stille kracht op het middenveld en was na het vertrek van Marc Degryse een van de uitblinkers van het team geworden. Van der Elst vormde op het middenveld als "stofzuiger" een sterk duo met ploegmaat Jan Ceulemans. Hij had in de einduitslag meer dan 100 punten voorsprong op het spitsenduo van RSC Anderlecht.

## Top 10
| Nr. | Land               | Naam                | Club(s)        | Punten |
| --- | ------------------ | ------------------- | -------------- | ------ |
| 1.  | Vlag van België    | Franky Van der Elst | Club Brugge    | 313    |
| 2.  | Vlag van Brazilië  | Luis Oliveira       | RSC Anderlecht | 203    |
| 3.  | Vlag van België    | Luc Nilis           | RSC Anderlecht | 105    |
| 4.  | Vlag van België    | Michel De Wolf      | RSC Anderlecht | 95     |
| 5.  | Vlag van België    | Bruno Versavel      | KV Mechelen    | 93     |
| 6.  | Vlag van België    | Erwin Vandenbergh   | AA Gent        | 91     |
| 7.  | Vlag van Australië | Frank Farina        | Club Brugge    | 58     |
| 8.  | Vlag van België    | Michel Preud'homme  | KV Mechelen    | 53     |
| 9.  | Vlag van België    | Jan Ceulemans       | Club Brugge    | 49     |
| 10. | Vlag van België    | Gilbert Bodart      | Standard Luik  | 36     |

1954 · 
1955 · 
1956 · 
1957 · 
1958 · 
1959 · 
1960 · 
1961 · 
1962 · 
1963 · 
1964 · 
1965 · 
1966 · 
1967 · 
1968 · 
1969 · 
1970 · 
1971 · 
1972 · 
1973 · 
1974 · 
1975 · 
1976 · 
1977 · 
1978 · 
1979 · 
1980 · 
1981 · 
1982 · 
1983 · 
1984 · 
1985 · 
1986 · 
1987 · 
1988 · 
1989 · 
1990 · 
1991 · 
1992 · 
1993 · 
1994 · 
1995 · 
1996 · 
1997 · 
1998 · 
1999 · 
2000 · 
2001 · 
2002 · 
2003 · 
2004 · 
2005 · 
2006 · 
2007 · 
2008 · 
2009 · 
2010 · 
2011 · 
2012 · 
2013 · 
2014 · 
2015 · 
2016 · 
2017 ·
2018 ·
2019 ·
2020 ·
2022 ·
2023 ·
2024